# Чермоев, Арцу Исхакович
Арцу́ (Орцу) Исхакович Чермо́ев (16 июля 1825 — 27 сентября 1895) — российский военачальник XIX века, генерал-майор царской армии, участник Кавказской (1842—1864) и русско-турецкой (1877—1878) войн, участник подавления чеченских восстаний 1860—1861 годов и 1877 года под руководством Алибек-Хаджи Зандакского, Ума-Хаджи Дуева, Солтамурада Беноевского и Сулеймана Центароевского за независимость Чечни. В 1894 году высочайшим указом императора удостоен титула российского князя.

## Биография
Чеченец. Родился 16 июля 1825 года. В разгар Кавказской войны поступил на службу в российскую армию.
2 июля 1842 года вступил в Дагестанскую конную милицию. Состоял переводчиком с горских языков при штабе Кавказской армии. С самого начала своей службы принимал участие в кампаниях на Северном Кавказе и 5 января 1846 года за боевые отличия получил чин прапорщика. В 1849 году награждён орденом св. Анны 4-й степени и 27 августа того же года был произведён в подпоручики. В следующем году получил орден св. Анны 3-й степени с мечами и бантом. Ещё через год, 20 ноября 1851 года, ему была пожалована золотая шашка с надписью «За храбрость».
Продолжая службу в иррегулярной кавалерии Кавказской армии Чермоев за боевые отличия получил чины поручика (в 1852 году, со старшинством от 15 сентября 1851 года), штабс-капитана (13 июня 1852 года) и капитана (в 1854 году, со старшинством от 19 декабря 1853 года), а также орден св. Владимира 4-й степени с бантом (в 1854 году). Далее он был произведён в майоры (26 августа 1856 года) и подполковники (в 1859 году, со старшинством от 17 августа 1859 года). В кампании 1852 года был ранен.
20 сентября 1859 года Арцу Чермоев был удостоен ордена св. Георгия 4-й степени:
В деле 10-го апреля, при разбитии многочисленной партии Османа, он с несколькими милиционерами находился в голове кавалерийской колонны, ворвавшейся в ущелье, где находится хутор Дольце и первый бросился на неприятельское орудие, отбитое с боя в этом деле.
В завершающих кампаниях на Западном Кавказе Чермоев также принимал участие и был награждён орденом св. Анны 2-й степени с мечами и императорской короной. 18 декабря 1862 года произведён в полковники.
24 сентября 1871 года, получив чин генерал-майора, Чермоев был зачислен по армейской кавалерии без должности и 25 декабря 1872 года назначен состоять при войсках Кавказского военного округа.
Во время русско-турецкой войны 1877—1878 годов Чермоев командовал Чеченским конно-иррегулярным полком в рядах действующей на Кавказе армии и блестяще проявил себя 13 июня 1877 года в сражении при Зивине и авангардных делах в августе. 8 августа перед рассветом с охотниками кавалерийских частей и чеченской милиции и поддержкой нижегородских драгун, он напал на аванпостный лагерь турецкого паши Субботана, перебил до 100 человек, захватил 27 пленных, начальника аванпостов Решид-Бея, 30 лошадей, много оружия и вернулся обратно в Курюк-Дара.
Император Александр II «в награду отличной храбрости и распорядительности, оказанной генерал-майором, состоящим по армейской кавалерии и при Кавказской армии, Арцу Чермоевым в разновременных делах с турками в 1877 году» 17 декабря пожаловал ему орден св. Станислава 1-й степени с мечами. В следующем году он за отличия в кампании 1878 года получил орден св. Анны 1-й степени с мечами.
По окончании войны Чермоев по-прежнему состоял при войсках Кавказского военного округа и скончался 27 сентября 1895 года (из списков исключён 19 октября).

## Семья
От трёх жён у него было 6 сыновей и 5 дочерей.
Сыновья Чермоева, среди которых выделяется Абдул Меджид, до 1917 года являлись одними из крупнейших коммерсантов в России, владели значительными нефтепромыслами в Чечне и Дагестане и обширными поместьями в разных районах Северного Кавказа (в том числе и в Северной Осетии).
Его старший сын Арсемик (1856) получил прозвище «Барятинский» (в честь завоевателя Чечни и Дагестана князя Барятинского).
Другие его сыновья (Даниель Султан, Арслахан, Абдул-Муслим, Азиз) также были военными и оставили потомство.
От пяти дочерей у него было много внуков и внучек. Когда Тапа Чермоев эмигрировал в Париж, в его особняке проживало около 80 родственников.
Указом Правительствующего Сената 23 декабря 1899 года все представители рода генерал-майора Арцу Чермоева признаны в потомственном дворянстве Российской Империи и записью в дворянскую родословную книгу Ставропольской губернии.

## Награды
Среди прочих наград Чермоев имел 10 орденов:
- Орден Святой Анны 4-й степени (1849 год)
- Орден Святой Анны 3-й степени с мечами и бантом (1850 год)
- Золотая шашка с надписью «За храбрость» (20 ноября 1851 года)
- Орден Святого Владимира 4-й степени с бантом (1853 год)
- Орден Святого Станислава 2-й степени с императорской короной и мечами (1858 год)
- Орден Святого Георгия 4-й степени (20 сентября 1859 года, № 10164 по кавалерскому списку Григоровича — Степанова)
- Орден Святой Анны 2-й степени с мечами (1865 год, императорская корона к этому ордену пожалована в 1869 году)
- Орден Святого Владимира 3-й степени (1874 год)
- Орден Святого Станислава 1-й степени с мечами (17 декабря 1877 года)
- Орден Святой Анны 1-й степени с мечами (1878 год)
- Орден Святого Владимира 2-й степени (1883 год)